# Isaac Aisemberg
Isaac Aisemberg (General Pico, 22 de enero de 1918-Buenos Aires, 26 de diciembre de 1997) fue un escritor, guionista cinematográfico y dramaturgo argentino. Entre sus aportes más destacados se cuenta su colaboración en la adaptación para el cine del cuento Hombre de la esquina rosada de Jorge Luis Borges y su novela Cuestión de dados.

## Biografía
Isaac Aisemberg nació en General Pico (provincia de La Pampa), realizó sus estudios primarios y secundarios entre Córdoba y Buenos Aires y pasó por las universidades de Buenos Aires y de La Plata. Fue asesor de la Secretaría de Cultura de la Nación, jurado en festivales de cine, colaborador en el Festival Cinematográfico Internacional de Mar del Plata, miembro del tribunal de guiones en el Instituto de Cinematografía, profesor en escuelas de periodismo, estuvo al frente de la del Círculo de la Prensa y fue presidente de Argentores (Sociedad General de Autores de la Argentina).
Escribió numerosos relatos, novelas y obras teatrales, entre ellos, Es más tarde de lo que crees, No hay rosas en la tumba del marino, No hay ojos aquí y La guerra del cuarto mundo. Algunas de sus obras fueron traducidos para ediciones norteamericanas y su novela Cuestión de dados, así como su volumen de cuentos Jaque mate en dos jugadas, figuran en importantes antologías internacionales. Fue galardonado con el Premio de Honor de Argentores.
Entre otros guiones escribió los de las películas El bote, el río y la gente, La rabona y Bajo el signo de la patria. Cuando estaba escribiendo este último guion ―en 1971, durante la dictadura de Lanusse―, un general de apellido González Filgueira ―presidente del Instituto Belgraniano―, le dijo que desde la SIDE (Servicio de Inteligencia del Estado) se había objetado que un judío escribiera sobre la patria y la bandera, por lo cual Aisemberg optó por firmarlo bajo el nombre de Ismael Montaña.
Sobre esa película ha dicho el crítico Fernando Peña que "puede humillar a casi todos los ejemplos que el género produjo en esa época. La retórica se evita con textos lacónicos que logran gambetear al mármol, mientras la imagen sostiene un tono despejado y polvoriento.
Tras sufrir toda la vida el antisemitismo, veinte años después del estreno de Bajo el signo de la Patria, se convirtió al catolicismo.
Entre los proyectos sin concretar se cuenta una versión de Una excursión a los indios ranqueles (que trabajó con Mario Soffici) y una adaptación del cuento La intrusa de Jorge Luis Borges (que realizó con René Mugica). De su colaboración con René Mugica (que Aisemberg consideraba muy placentera) también resultaron dos libretos que presentaron en el concurso del Instituto de Cinematografía de 1979, El señor Brown y El despoblado: uno obtuvo el primer premio y el otro una mención.
Era un gran charlista, memorioso y cautivante para quienes lo escuchaban.
Entre 1995 y 1996 fue presidente de Argentores ―entidad argentina que nuclea a los autores―, a la que Aisemberg perteneció durante muchos años.
Falleció el 26 de diciembre de 1997 mientras se desempeñaba en sus funciones de director del Centro de Experimentación y Realización Cinematográfica (CERC), la escuela de cine del Instituto Nacional de Cinematografía.

## Filmografía
- El bote, el río y la gente (1960) dir. Enrique Cahen Salaberry.
- Libertad bajo palabra (1961) dir. Alfredo Bettanín.
- Rebelde con causa (1961) dir. Antonio Cunill.
- Hombre de la esquina rosada (1962) dir. René Mugica.
- Rata de puerto (1963) dir. René Mugica.
- Mujeres perdidas (1964) dir. Rubén W. Cavallotti.
- Bajo el signo de la patria (1971) dir. René Mugica.
- Las píldoras (1972) dir. Enrique Cahen Salaberry.
- La piel del amor (1973) dir. Mario David.
- Yo maté a Facundo (1975) dir. Hugo del Carril.
- La rabona (1979) dir. Mario David.
- Adiós, abuelo (1996) dir. Emilio Vieyra.